# Stictopelta punctata
Stictopelta punctata är en insektsart som beskrevs av Fowler. Stictopelta punctata ingår i släktet Stictopelta och familjen hornstritar. Inga underarter finns listade i Catalogue of Life.